# Daybreak (film)
Pour les articles homonymes, voir Daybreak (homonymie).
Pour plus de détails, voir Fiche technique et Distribution.
Daybreak (Om jag vänder mig om) est un film suédois réalisé par Björn Runge, sorti en 2003.

## Synopsis
Rickard, un chirurgien a des problèmes au travail à cause de sa toxicomanie et doit partir dîner chez ses beaux-parents pour Noël.

## Fiche technique
- Titre : Daybreak
- Titre original : Om jag vänder mig om
- Réalisation : Björn Runge
- Scénario : Björn Runge
- Photographie : Ulf Brantås
- Montage : Lena Runge
- Production : Clas Gunnarsson
- Société de production : Auto Images
- Pays :  Suède
- Genre : Drame
- Durée : 110 minutes
- Dates de sortie : 
  -  Suède : 14 novembre 2003

## Distribution
- Pernilla August : Agnes
- Jakob Eklund : Rickard
- Leif Andrée : Mats
- Marie Richardson : Sofie
- Ann Petrén : Anita
- Peter Andersson : Olof
- Sanna Krepper : Petra
- Magnus Krepper : Anders
- Ingvar Hirdwall : Knut
- Marika Lindström : Mona
- Camilla Larsson : Helen
- Peter Lorentzon : Torsten
- Angelica Olsson : Hanna
- Hampus Penttinen : Peter
- Johan Kvarnström : Jonas

## Distinctions
Le film a été présenté en sélection officielle en compétition lors de Berlinale 2004.